# استار ایر (مرسک لاین)
استار ایر (مرسک لاین) (به انگلیسی: Star Air (Maersk)) یک شرکت هواپیمایی با کد یاتا S6 است که در تاریخ ۱ سپتامبر ۱۹۸۷ میلادی تأسیس شده است.
دفتر مرکزی استار ایر (مرسک لاین) در دانمارک واقع شده‌است.